# Sidi-Abd-el-Rahman
Sidi-Abd-el-Rahman (en arabe : سيدي عبدالرحمن) est un village de la côte méditerranéenne de l'Égypte.
Ce village, situé près de la localité d'El-Alamein, a une importante plage.
Le pilote allemand Hans-Joachim Marseille y est mort en 1942.